# Luís Jesus
Luís Filipe Jesus (19 november 1968) is een Portugese langeafstandsloper.

## Loopbaan
Jesus werd in 1998 veertiende op de wereldkampioenschappen veldlopen en zevende bij het wereldkampioenschap halve marathon. In 2005 finishte hij als achttiende op het WK marathon en tiende op de marathon tijdens de Europese kampioenschappen in 2006.
Luís Jesus nam deel aan verschillende afstanden tijdens de wereldkampioenschappen van 1993 en die van 1995, zonder de finale te halen.

## Titels
- Portugees kampioen 1500 m - 1995
- Portugees kampioen 5000 m - 1993
- Portugees kampioen 10.000 m - 1996, 2006
- Portugees kampioen 3000 m steeple - 1994, 1995
- Portugees kampioen 15 km - 1997, 1998
- Portugees kampioen marathon - 2003

## Persoonlijke records
Baan
| Onderdeel | Prestatie | Datum            | Plaats   |
| --------- | --------- | ---------------- | -------- |
| 1500 m    | 3.46,43   | 10 augustus 1995 | Göteborg |
| 5000 m    | 13.50,66  | 3 juni 1995      | Sevilla  |
| 10.000 m  | 28.56,14  | 1 juli 2006      | Maia     |

Weg
| Onderdeel      | Prestatie | Datum             | Plaats           |
| -------------- | --------- | ----------------- | ---------------- |
| 15 km          | 43.58     | 20 januari 2008   | Viana do Castelo |
| halve marathon | 1:01.10   | 27 september 1998 | Uster            |
| 25 km          | 1:15.30   | 12 februari 2006  | Tokio            |
| marathon       | 2:08.55   | 9 april 2006      | Parijs           |

## Palmares

### halve marathon
- 1997: 8e WK in Košice - 1:00.56
- 1998: 7e WK in Uster - 1:01.10
- 2003: DNF WK in Vilamoura

### marathon
- 1998:  marathon van Turijn 1998 - 2:12.59
- 2003:  marathon van Lissabon - 2:15.31
- 2004:  marathon van Wenen - 2:11.24
- 2004: 4e marathon van Berlijn - 2:09.08
- 2005: 18e WK in Helsinki - 2:16.33
- 2006: 10e EK in Göteborg - 2:14.15
- 2006: 4e marathon van Parijs - 2:08.55
- 2006:  marathon van Lissabon - 2:21.08
- 2007: DNS WK in Osaka